# Daniel Borchers
Daniel Benjamin Borchers (* 13. April 1997) ist ein deutscher Basketballspieler.

## Laufbahn
Borchers zog mit 13 Jahren aus Berlin nach Göttingen. Dort spielte er in der Jugendabteilung des ASC 1846 Göttingen. Er spielte im „Team Göttingen“ in der Nachwuchs-Basketball-Bundesliga und ab 2014 in der Männermannschaft des ASC in der 1. Regionalliga. 2016 schaffte er den Sprung in den Bundesliga-Kader der BG Göttingen und bestritt am 22. Oktober 2016 seinen ersten Einsatz für die „Veilchen“ in der Basketball-Bundesliga.
Nach der Saison 2016/17 zog er sich aus dem Bundesliga-Kader der BG zurück, begann ein Studium und spielte für den ASC 1846 Göttingen in der Regionalliga. 2021 ging er innerhalb der Regionalliga zur BG 2000 Berlin. Später spielte er für den Oberligisten Berlin Tiger.